# Oleksandr Lypovyy
Oleksandr Lypovyy (en ukrainien : Олександр Липовий), né le 9 octobre 1991 à Kharkiv, en Ukraine, est un joueur ukrainien de basket-ball. Il joue au poste d'arrière-ailier.